# Mina Teicher
Mina Teicher (* 1950 in Tel Aviv) ist eine israelische Mathematikerin.

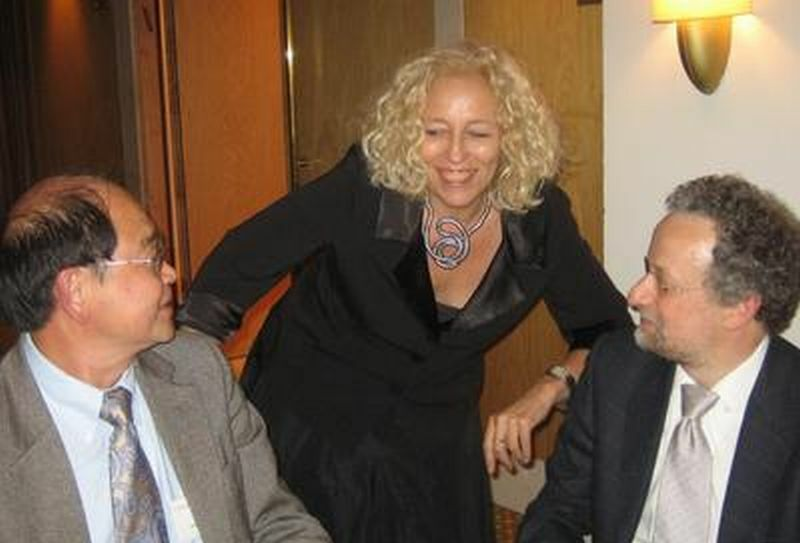
Mina Teicher (Mitte) mit Yum-Tong Siu (links) und Jürgen Jost

Teicher studierte an der Universität Tel Aviv, wo sie 1974 ihren Bachelor- und 1976 ihren Master-Abschluss machte. 1981 wurde sie bei Ilja Pjatetskij-Shapiro promoviert (Factorization of birational morphisms between 4-folds). Als Post-Doktorandin war sie 1981/82 (und nochmals 1984, 2007) am Institute for Advanced Study.
Ab 1982 war sie an der Bar-Ilan-Universität, wo sie Professorin und Leiterin des Emmy Noether Mathematics Institute ist. Von 1997 bis 2001 war sie Vorstand der Fakultät. Von 2001 bis 2005 war sie Vizepräsidentin der Universität zuständig für Forschung und danach Mitglied des Senats.
Sie war unter anderem Gastwissenschaftlerin und Gastprofessorin in Kyōto, Pisa, Berlin, Göttingen (Emmy-Noether-Professur 2001), Bonn (Max-Planck-Institut für Mathematik 1988), Peking, Shanghai, Tibet (Lahssa Universität), Witwatersrand, an der Accademia Nazionale dei Lincei, in Barcelona, am Tata Institute of Fundamental Research und an der Columbia University (1984, 1987).
Teicher befasst sich mit algebraischer Geometrie (Topologie algebraischer Varietäten, Fundamentalgruppen, algebraische Flächen und 4-Mannigfaltigkeiten), Algebra (Zopfgruppe, Darstellungstheorie endlicher Gruppen) und verschiedenen Gebieten der angewandten Mathematik (Gruppentheorie in der Kryptographie, Computergrafik, Oberflächen-Rekonstruktion) und Anwendungen der Mathematik in den Neurowissenschaften (wie Analyse von EEG-Kurven). 
Sie ist Mitherausgeber des Journal of the European Mathematical Society (EMS) und Vorstand des Education Committee der EMS. Sie ist Vizepräsidentin der International Commission for Mathematical Instruction (ICMI). Sie ist im Rat der US-Israel Binational Science Foundation. 2005 bis 2007 war sie Chef-Wissenschaftlerin für das israelische Wissenschaftsministerium.